# Новиков, Игорь Анатольевич (баскетболист)
И́горь Анато́льевич Но́виков (род. 11 сентября 1992, Новосибирск) — российский баскетболист, играющий на позиции разыгрывающего защитника.

## Карьера
Новиков воспитанник новосибирской школы баскетбола. До 2010 года выступал за юношеские команды Новосибирской области. С сезона 2010/2011 стал привлекаться к матчам основной команды «Сибирьтелеком-Локомотив», выступавшей в Суперлиге.
С сезона 2011/2012 стал игроком клуба «Новосибирск», занявшего в лиге место расформированного «Сибирьтелеком-Локомотив». В составе команды Игорь стал двукратным обладателем Кубка России и чемпионом Суперлиги.
В июне 2017 года подписал контракт с клубом «Уралмаш». В первый год в составе команды средняя статистика Новикова составила 10,6 очка и 5,8 передачи. По итогам сезона он был включён в символическую пятёрку Суперлиги-2. В составе «Уралмаша» Новиков провёл ещё 3 сезона и помог команде стать вице-чемпионом Суперлиги-1.

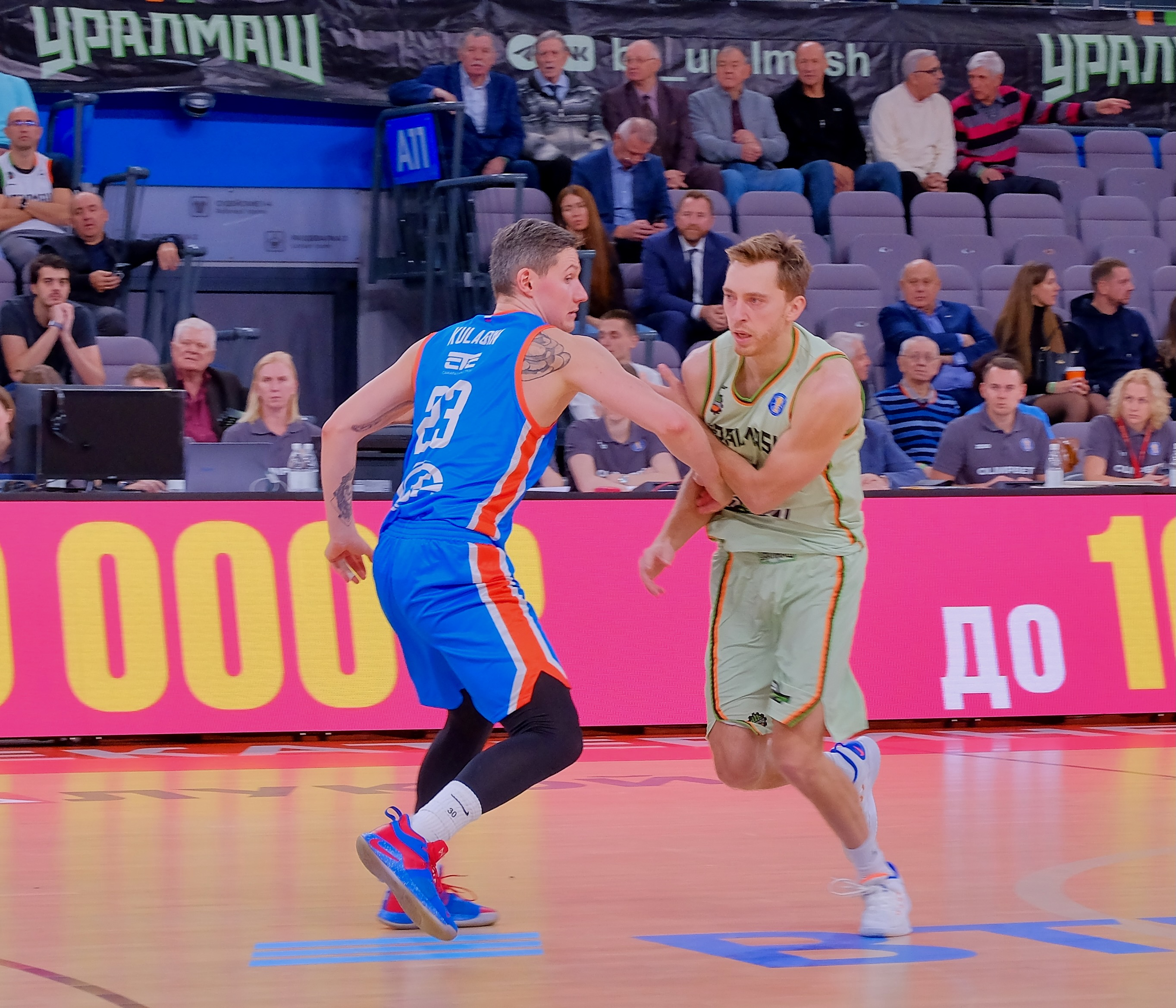
В составе Уралмаша против Михаила Кулагина (2023)

В 2021 году Новиков стал игроком «Темп-СУМЗ-УГМК». Принял участие в 47 матчах команды и в среднем за игру набирал 5,8 очка и 3 передачи.
В июле 2022 года вернулся в «Уралмаш». Стал чемпионом Суперлиги. Средняя статистика в сезоне составила 6 очков и 3,2 передачи.
В сезоне 2023/2024 Игорь в среднем за игру Единой лиги ВТБ набирал 2,6 очка и 1,4 передачи.

## Достижения
- Обладатель Кубка России (3): 2014/2015. 2016/2017, 2024/2025
- Чемпион Суперлиги (2): 2014/2015, 2022/2023
- Серебряный призёр Суперлиги: 2020/2021
- Серебряный призёр Кубка России: 2021/2022
- Бронзовый призёр Суперлиги: 2021/2022
- Бронзовый призёр Кубка России: 2023/2024